# Nicolás Téllez
Nicolás Téllez, auch bekannt unter dem Spitznamen Pipo, ist ein ehemaliger mexikanischer Fußballspieler auf der Position eines Stürmers.

## Leben
„Pipo“ Téllez spielte mindestens von 1951/52 bis 1956/57 für den Club Deportivo Tampico, mit dem er in der Saison 1952/53 zum einzigen Mal in dessen Vereinsgeschichte die mexikanische Fußballmeisterschaft gewann.
In der Zweitliga-Saison 1959/60 gewann „Pipo“ Téllez mit dem CF Monterrey die Zweitligameisterschaft, wodurch der Verein in die höchste Spielklasse aufstieg, der er seither ununterbrochen angehört.

## Erfolge
- Mexikanischer Meister: 1952/53
- Mexikanischer Zweitligameister: 1959/60